# В'язовка (Астраханська область)
В'язовка  (рос. Вязовка) — село у Чорноярському районі Астраханської області Російської Федерації.
Населення становить 900 осіб (2015). Входить до складу муніципального утворення Чорноярська сільрада.

## Історія
Населений пункт розташований на території українського етнічного та культурного краю Жовтий Клин. Від 1928 року належить до Чорноярського району.
Згідно із законом від 6 серпня 2004 року органом місцевого самоврядування до 1 вересня 2016 року була В'язовська сільрада. Відтак, після його ліквідації, стало підпорядковуватися Чорноярській сільраді.

## Населення
| 2002 | 2010 | 2014 | 2015 |
| ---- | ---- | ---- | ---- |
| 1020 | ↘936 | ↘904 | ↘900 |